# Helle Helle
Helle Helle (Nakskov, Lolland, Dinamarca, 14 de desembre de 1965), nascuda com a Helle Olsen, però posteriorment anomenada Helle Krogh Hansen, és una escriptora de contes i novel·lista danesa.

## Trajectòria
Va cursar estudis al Maribo Gymnasium, i literatura a la Universitat de Copenhaguen de 1985 a 1987. Posteriorment, es va graduar a Forfatterskolen de Copenhaguen, (Acadèmia Danesa d'Escriptura Creativa). És autora de diverses novel·les, així com de dues col·leccions de narrativa curta. Helle, és una de les escriptores més originals d'Escandinàvia, amb una carrera que abasta tres dècades, des del seu debut amb Example of Life (1993). Abans, Helle Helle havia publicat contes breus a diaris, publicacions periòdiques i antologies. Basant les seves històries en episodis de la vida de la gent normal, va guanyar fama el 2005 amb la seva novel·la Rødby-Puttgarden. A més de Rødby-Puttgarden (2005), Helle també ha publicat les col·leccions de contes Rester (1996) i Biler og dyr (2000), un llibre infantil Min mor sidder fast på en pind (2003) i les novel·les Hus og hjem (1999), Forestillingen om et ukompliceret liv med. en mand (2002), Ned til hundene (2008), Dette burde skrives i nutid (2011) i Hvis det er (2014). Ha estat considerada com una de les autores més destacades de la literatura danesa contemporània. I des que la seva novel·la This Should be Written in the Present Tense es va publicar en anglès el 2014, també ha estat aclamada pels crítics nord-americans i britànics. Els seus llibres han estat traduïts a 22 idiomes. Una de les seves darreres novel·les, Hafni Says, publicada el 2023, va rebre crítiques força entusiastes.

## Reconeixements
L'any 2003 va rebre el Premi Beatrice. El 2005 va rebre el Premi de la Crítica per la novel·la Rødby-Puttgarden. El 2009, va rebre el premi PO Enquist per la novel·la Ned til hundene. El 2012, va rebre el Llorer d'Or dels Llibreters per la novel·la Dette should be write in the present. El 2016, va rebre el Gran Premi de l'Acadèmia Danesa. El 2019 va rebre la medalla Holberg. El 2022, va rebre el Premi Literari de Montana per Bob.